# 拉波滕施泰因
拉波滕施泰因是奥地利下奥地利州茨韦特尔县的一个市镇。总面积65.76平方公里，总人口1737人，人口密度26.4人/平方公里（2012年）。